# Herman Cain
Herman Cain, född 13 december 1945 i Memphis, Tennessee, död 30 juli 2020 i Atlanta, Georgia, var en amerikansk affärsman, radiopratare, republikansk politiker och en del av den konservativa Tea Party-rörelsen. Han var VD för Godfather's Pizza samt ordförande för Federal Reserve Bank of Kansas City.
Han var en av kandidaterna till det amerikanska presidentvalet 2012, men avslutade kampanjen 3 december 2011 på grund av flera kontroverser.
Cain avled i sviterna av covid-19.

## Politiska kampanjer

### Presidentvalet i USA 2000
Cain tillkännagav år 2000 sin kandidatur inför presidentvalet 2000. Efter att George W. Bush istället valts till republikanernas presidentkandidat uttryckte han att han mest varit med för att få fram de politiska budskapen, men menade att Bush var den utvalde som folk lyssnade på. Efter att ha avslutat sin egen kampanj valde han att hylla en av de andra presidentkandidaterna, Steve Forbes.

### Senatsvalet i USA 2004
Han kandiderade till senaten för Georgia 2004 men förlorade mot Johnny Isakson. Cain kom på andra plats med 26,2% av rösterna.

### Presidentvalet i USA 2012
I januari 2011 tillkännagav Cain sin kandidatur inför presidentvalet 2012 och drog igång en landsomfattande turné. Cain blev inledningsvis en av de populäraste potentiella republikanska kandidaterna och lade fram en lösning på USA:s ekonomiska problem. Hans förslag gick ut på "9-9-9"-teorin som innebär nio procent företagsskatt, nio procent inkomstskatt och nio procent moms. Den 21 oktober 2011 under ett tal i Detroit sade Cain att han planerade att införa "9-0-9" för de människor som är fattiga, vilket skulle innebära att de fattiga människorna inte behöver betala någon inkomstskatt alls. Cain fick negativ uppmärksamhet för dåliga insatser i intervjuer, särskilt med avseende på utrikespolitiska frågor. Dessutom framträdde ett flertal kvinnor med anklagelser eller påståenden om att Cain i ett flertal fall gjort olämpliga närmanden. Cains popularitet i mätningarna sjönk och med hänvisning till anklagelserna om kvinnoaffärer drog Cain tillbaka sin kandidatur i december.